# Papež Benedikt XVI.
Benedikt XVI., rojstno ime Joseph Alois Ratzinger, nemški duhovnik, teolog, pisatelj, kardinal in papež, * 16. april 1927, Marktl am Inn, Bavarska, Nemčija, † 31. december 2022, Vatikan.

## Življenjepis

### Družina in mladost
Ratzinger se je rodil kot tretji in najmlajši otrok policista Josepha Ratzingerja, St. in kuharice Marie Peintner. Njegov oče je bil prepričan protinacist. Leta 1937 se je njegov oče upokojil in preselili so se v mesto Traunstein. Ko je 1941 Ratzinger dopolnil 14 let, se je pridružil Hitlerjevi mladini, saj je bila včlanitev obvezna. Zavrnil je vse zadolžitve in se ni udeležil nobenega srečanja. Leta 1943 je bil vpoklican v protizračno obrambo. Ščitili so tovarno BMW blizu Münchna. Nato je bil poslan na pehotno urjenje in premeščen na mejo z  Madžarsko. V začetku maja 1945 je dezertiral (kljub grožnji smrtne kazni). Po nemški kapitulaciji je bil zaprt v zavezniškem ujetniškem taborišču, kjer se je udeleževal denacifikacijskih srečanj. V začetku junija 1945 je bil izpuščen. 
Čeprav se še vedno pojavljajo v nekaterih medijih nedokazane trditve, da je bil Ratzinger nacist, drugi mediji vendarle trdijo ravno nasprotno. Taka enostranskost bi lahko mejila celo na rasizem, zlasti pri "zaslužnem papežu", ki so ga nasprotniki samo zaradi njegove nemške narodnosti že od samega začetka papeževanja surovo in brez dokazov povezovali z nacizmom, čeprav je bila resnica drugačna. Med šolanjem je sicer moral biti član Hitlerjugenda, vendar je bil tihi oporečnik in je kljub smrtni nevarnosti pobegnil s pomočjo predpostavljenega iz vojske.. Moral je res med Drugo svetovno vojno služiti v nemški vojski, vendar ni nikoli streljal; aprila 1945 je iz nemške vojske kot komaj osemnajstletni vojak pobegnil in so ga zajeli Amerikanci; na svobodo so ga spustili zavezniki že 19. junija istega leta, "ker niso na njem našli nobene krivde".

### Cerkvena kariera
Z bratom Georgom sta se istočasno vpisala v semenišče in bila 29. junija 1951 posvečena v duhovnika.
Bil je profesor dogmatike na visoki šoli v Freisingu. Kot strokovnjak je sodeloval na drugem vatikanskem koncilu (1962–1965).
Papež Pavel VI. ga je 24. marca 1977 imenoval za nadškofa v Münchnu. 28. maja istega leta je prejel škofovsko posvečenje. Bil je prvi škofijski duhovnik, ki mu je bila po osemdesetih letih zaupana pastirska služba v  tej veliki bavarski škofiji. Pavel VI. ga je 27. junija 1977 imenoval za kardinala.
Janez Pavel II. ga je 25. novembra 1981 imenoval za prefekta Kongregacije za nauk vere; kot tak je obsodil zaradi vpliva marksizma precej razširjeno latinskoameriško osvobodilno teologijo. Vodstvo Katoliške Cerkve je namreč v zvezi s tem gibanjem večkrat podajalo smernice za njen razvoj in usmeritev, kakor tudi zaskrbljenost, da bi prišlo to gibanje preveč pod vpliv marksizma, ki ostaja zgolj pri zemeljski osvoboditvi delavcev in drugih revnih slojev iz krivičnih odnosov in razmer - tudi in predvsem z nasiljem; krščanska osvoboditev namreč sega dalje in gre pri njej ne le za izboljšanje ali odpravo krivičnih, tj. grešnih družbenih razmer, ampak predvsem za zveličanje in odrešenje od osebnega greha, kar pa je prinesel Jezus Kristus in nadaljuje po svoji Cerkvi. V zvezi s tem je objavila tozadevno listino "Libertatis nuntius" Kongregacija za verski nauk pod predsedovanjem kardinala Josepha Ratzingerja in z odobritvijo papeža Janeza Pavla Velikega leta 1984.
Imenovan je bil tudi za predsednika Biblične papeške komisije in Papeške mednarodne teološke komisije. 6. novembra 1998 je postal poddekan kardinalskega zbora, 30. novembra 2002 pa je sveti oče potrdil njegovo izvolitev za dekana kardinalskega zbora. Predsedoval je Komisiji za pripravo Katekizma Katoliške Cerkve, ki je bil zaključen po šestih letih dela (1986–92). 10. novembra 1999 je dobil častni doktorat iz prava na rimski univerzi LUMSA. 13. novembra 2000 je postal častni akademik Papeške akademije znanosti.

## Pontifikat
Na Konklavah 2005 so ga 19. aprila 2005 izvolili za 265. papeža Rimskokatoliške cerkve. 24. aprila je z nedeljsko sveto mašo uradno začel svoj pontifikat. 8. maja je prevzel zadnjo dolžnost kot novi papež – postal je rimski škof.
Ko je bil 2005 izvoljen za papeža Benedikt XVI., so občila postavljala pod vprašaj njegovo članstvu v Hitlerjugendu; podobno 2013 – ko je bil izvoljen za papeža njegov naslednik Frančišek – glede njegove nedejavnosti za časa vladanja vojaške hunte.
14. maja 2005 je Benedikt XVI. predčasno, to je pred pretekom petih let po smrti, začel uradni postopek za beatifikacijo svojega predhodnika Janeza Pavla II., kakor je slednji že storil pri Materi Terezi. Začetek so posredno napovedali že transparenti in vzkliki množice Santo subito, santo subito! (italijansko Takoj svetnik, takoj svetnik!) na pogrebni maši Janeza Pavla II.

### Apostolska potovanja
Prvo potovanje Benedikta XVI. izven Italije je bil obisk v Nemčiji od 18. do 21. avgusta 2005. Tja se je papež odpravil ob priložnosti 20. svetovnega dneva mladih v Kölnu. Ob prihodu se je najprej srečal z nemškim predsednikom Horstom Köhlerjem, kanclerjem Gerhardom Schröderjem in vodjo opozicije Angelo Merkel. Prav tako je obiskal sinagogo, s čimer je postal tretji papež v zgodovini (poleg svetega Petra in Janeza Pavla II.), ki je vstopil v judovsko svetišče. Vrhunec njegovega tridnevnega obiska v domovini je bila maša ob zaključku svetovnega dneva mladih, ki jo je Benedikt XVI. daroval pred okoli 800.000 verniki z vsega sveta.

### Odstop
Benedikt je o možnosti odstopa razmišljal že leta 2010, ko je dejal, da si lahko predstavlja, da bi se zaradi zdravstvenih razlogov odpovedal papeževanju. 11. februarja 2013 je papež presenetil z novico, da bo 28. februarja odstopil. Kot je dejal, je to odločitev sprejel popolnoma sam in svobodno. V utemeljitvi svojega odstopa je povedal: 
"Ko sem večkrat svojo vest preizkusil pred Bogom, sem spoznal, da moja moč zaradi visoke starosti ni več takšna, da bi ustrezala zahtevnosti službe svetega Petra. V današnjem svetu, v katerem se spremembe dogajajo zelo hitro, je treba imeti tako moč duha in telesa, a mene sta obe v zadnjih mesecih počasi zapustili do te mere, da sem spoznal, da nisem več sposoben opravljati službe, ki mi je bila zaupana." 
13. februarja je v baziliki svetega Petra daroval še zadnjo mašo, ki se je je udeležilo 12.000 vernikov. 27. februarja je z balkona Apostolske palače še zadnjič nagovoril vernike na Trgu svetega Petra, kjer se jih je zbralo okoli 200.000. 28. februarja se je ob 17.08 s helikopterjem, ki so ga spremljali še trije helikopterji s televizijskimi kamerami, odpeljal v palačo Castel Gandolfo. S tamkajšnjega balkona je še zadnjič kot vladajoči papež pozdravil vernike. Ob 20. uri je uradno odstopil. To uro je določil z razlogom, ker je ob tem času zaključil vsak delovni dan. Papež je po odstopu nosil naziv emeritirani (=častno upokojeni) papež (latinsko papa emeritus), ohranil je tudi bela papeška oblačila, še naprej pa se ga je naslavljalo z vaša svetost. Benedikt XVI. je tako postal prvi papež po Gregorju XII. leta 1415, ki je odstopil, in prvi po Celestinu V. leta 1294, ki je to storil prostovoljno.  
V javnosti se je le še redko pojavljal, politike in potez svojega naslednika, papeža Frančiška, čigar izvolitev je omogočil s svojim odstopom, pa ni želel komentirati. Tako je spoštoval svojo zavezo, da mu bo podložen. Umrl je 31. decembra 2022 v 96. letu starosti v Samostanu Matere Cerkve v Vatikanu, kjer je živel po svoji upokojitvi. Pokopali so ga 5. januarja 2023, po prilagojenem protokolu v kripti Bazlike Sv. Petra, na njegovo željo v grobnici, kjer je bil prvotno pokopan Janez Pavel II. 
Z njegovim odstopom so se pojavile teorije zarote; med drugimi tudi teorija benevakantizma, ki je zavračala njegov odstop, papeža Frančiška pa razglaša za protipapeža.

## Dela

### Njegove knjige
Benedikt XVI. je bil temeljit teolog in je s tega zornega kota napisal več izvirnih del.
- Benediktova Evropa: V krizi kultur, 2005.
- Božja revolucija, 2005.
- Jezus iz Nazareta, 2007.
- Jezus iz Nazareta II, 2011.
- Jezus iz Nazareta: Jezusovo otroštvo, 2012.
- Benedikt XVI., Zadnji pogovori (Peter Seewald), 2016.

### Okrožnice
- Bog je ljubezen, 2007.
- Rešeni v upanju, 2008.
- Ljubezen v resnici, 2009.

## Smrt in pokop
Zaslužni papež Benedikt je umrl 31. decembra 2022 v Vatikanu.
Pokopan je v kripti pod Baziliko svetega Petra v Kapeli sv. Sebastijana, v isti grobnici, v kateri je pred njim ležal Janez Pavel II., pa pred njim Janez XXIII., a še pred njim Pij XI. Grobnico so zopet odprli za javnost 8. januarja 2023.

## Vobčilih

### Film"Dva papeža"
Britansko-ameriško-italijansko-argentinski film iz leta 2019 Dva papeža - besedilo je napisal Anthony McCarten - a v režiji Fernanda Meirellesa. V filmu je prikazano srečanje med papežem Benediktom XVI. in njegovim naslednikom Frančiškom, ki ju muči enako vprašanje: oba želita dati odpoved: kardinal Bergoglio zaradi premajhne podpore žrtvam vojaške hunte v Umazani vojni, papež Benedikt pa zaradi zdravstvenih težav in starosti. Čeprav imata ne nekatera vprašanja različne poglede, ju druži želja, da bi Cerkev čim uspršneje in srečneje pripeljala v prihodnost. Jasno se pokaže, da Bergoljeva odpoved ne bo sprejeta, medtem ko Benedikt XVI. v svoji odločitvi ostaja neomajen. 
Med drugim film prikazuje različne vidike življenja Jorgeja Bergolja, ki ga muči premajhna podpora, ki jo je odtegnil jezuitoma Jaliču in Joriju. Bolj kot prvi ga muči drugi, ki se po izgonu iz reda ni več vrnil, čeprav je imel možnost. V filmu Jalicsa igra Lisandro Fiks. Jalics je obširno prikazan skozi ključne trenutke Bergoljevega duhovnega življenja: od trenutka, ko vstopi v semenišče, do kasnejšega prizora, kjer Bergoglio poskuša prepričati jezuite, med njimi tudi Jalicsa, da naj prenehajo delo z revnimi. Film namiguje, da je Bergoljo Jaliča vendarle spravil v težek položaj, čeprav ga ni neposredno naznanil; odtegnil je namreč podporo Cerkve Jaličevemu poslanstvu, kar je posredno privedlo do prijetja, zapora in mučenja jezuitskih duhovnikov Jaliča in Jorija. Proti koncu je prikazan prizor sprave med Bergoljem in Jaličem med somaševanjem v svetem letu 2000.
Papeža pa na koncu skupaj gledata nogometno tekmo med Argentino in Nemčijo.